# Stadsarkiv

Et stadsarkiv er betegnelsen for et offentligt, kommunalt arkiv, der bevarer dokumenter skabt af den kommunale forvaltning i henhold til bestemmelserne i Arkivlovens § 7. 
§ 7. Kommunerne og regionerne kan oprette arkiver med det formål
1. at sikre bevaringen af arkivalier, der har historisk værdi eller tjener til dokumentation af forhold af væsentlig administrativ eller retlig betydning for borgere og myndigheder,
2. at sikre muligheden for kassation af ikkebevaringsværdige offentlige arkivalier,
3. at stille arkivalier til rådighed for borgere og myndigheder, herunder til forskningsformål, samt
4. at vejlede borgere og myndigheder i benyttelse af arkivalier.

Stk. 2. Rigsarkivet samarbejder med de kommunale og regionale arkiver.
Denne bestemmelse indtrådte i Arkivloven i 1992 som §4:
§ 4. Kommunerne kan oprette arkiver til behandling af en eller flere kommuners arkivalier.

 Stk. 2. Statens arkiver samarbejder med de kommunale arkiver.
I nogle kommuner bruges andre betegnelser såsom kommunearkiv, § 7 arkiv, myndighedsarkiv og forvaltningsarkiv. Stadsarkiver adskiller sig fra lokalhistoriske arkiver ved, at kommunale forvaltninger og institutioner har pligt til at aflevere bestemte typer af arkivalier til stadsarkivet. Disse dokumenter kan både have en historisk betydning og have en fortsat praktisk administrativ betydning i forvaltningens daglige arbejde. Arkivalier på lokalhistoriske arkiver er derimod ikke omfattet af en pligtbevaring og består som regel af privat arkivmateriale skabt af privatpersoner, foreninger og virksomheder m.m.
Arkivlovens bestemmelser om pligtbevaring af kommunale dokumenter gælder også i kommuner, som ikke har et stadsarkiv. I disse tilfælde opbevarer kommunerne enten dokumenterne i forvaltningen eller overdrager dem til Rigsarkivet.
Som følge af væksten i digitalt arkivmateriale er der etableret nogle samarbejder vedr. digital arkivering på tværs af stadsarkiver, heriblandt Netværket Elektronisk Arkivering (NEA) og Komda.
På landsplan er stadsarkiverne repræsenteret i de to interesseorganisationer Organisationen Danske Arkiver (ODA) og Sammenslutningen af lokalarkiver (SLA).

## Liste over stadsarkiver
Følgende arkiver har status som stadsarkiver i henhold til Arkivlovens § 7. Det er i parentes angivet, hvornår arkiverne fik denne status:
- Ballerup Stadsarkiv
- Bornholms Ø-arkiv (2009)
- Dragør Lokalarkiv
- Egedal Kommunearkiv (1994, 2007)
- Esbjerg Byhistoriske Arkiv (1991)
- Faxe Kommunes Arkiver

- Fredensborg Arkiverne
- Frederiksberg Stadsarkiv (1953)
- Frederikshavn Stadsarkiv (2008)
- Furesø Stadsarkiv, en del af Furesø Museer
- Stadsarkivet for Frederikssund Kommune
- Gentofte § 7 arkiv (2013), udelukkende digitale arkivalier, en del af Lokalhistorisk Arkiv for Gentofte
- Gladsaxe Byarkiv
- Grenaa Egnsarkiv
- Greve Kommunearkiv
- Gribskov Arkiv
- Guldborgsund Stadsarkiv
- Helsingør Stadsarkiv (2014)
- Historisk Arkiv for Haderslev Kommune og Sønderjysk Arkivsamarbejde
- Hjørring Kommunearkiv
- Holbæk Stadsarkiv
- Horsens Stadsarkiv (oprettet i 2011, frem mod 2022 overføres arkivet dog til Rigsarkivet)[6]
- Hørsholm Stadsarkiv
- Kolding Stadsarkiv (1987)
- Københavns Stadsarkiv (oprettet i middelalderen, siden 1936 kaldet stadsarkiv)
- Lolland Kommunes Stadsarkiv
- Lyngby-Taarbæk Stadsarkiv
- Mariagerfjord Kommunearkiv
- Middelfart Stadsarkiv (2016), en del af Middelfart Museum
- Næstved Arkiverne
- Odense Stadsarkiv
- Randers Stadsarkiv (2013)
- Silkeborg Arkiv (2005)
- Skive Kommunearkiv (2007), administreres af Skive Byarkiv, der er en del af Museum Salling
- Slagelse Arkiverne
- Syddjurs Kommunearkiv, udelukkende digitale arkivalier
- Thisted Kommunes §7 arkiv (2007)
- Tårnby Kommunes Stads- og lokalarkiv
- Vejle Stadsarkiv (1995)
- Vordingborg Stadsarkiv (2021)
- Aalborg Stadsarkiv
- Aarhus Stadsarkiv (2011)

## Reference
1. ↑  Bekendtgørelse af arkivloven, LBK nr 1201 af 28/09/2016, gældende 20.01.2023, https://www.retsinformation.dk/eli/lta/2016/1201
2. ↑  Lov om offentlige arkiver m.v., LOV nr 337 af 14/05/1992, historisk, https://www.retsinformation.dk/eli/lta/1992/337
3. ↑  ODA, Organisationen af Danske Arkiver.
4. ↑  SLA, Sammenslutningen af Lokalarkiver.
5. ↑  "Bilag 7.2. Liste over offentlige arkiver, oprettet efter arkivlovens § 7, se s. 21" (PDF). Arkiveret fra originalen (PDF) 7. december 2017. Hentet 6. december 2017.
6. ↑  Flere kilometer kommunalt arkiv skal flyttes til Rigsarkivet, Horsens Folkeblad, 27. december 2018.

| Bogstak | Spire Denne biblioteksrelaterede artikel er en spire som bør udbygges. Du er velkommen til at hjælpe Wikipedia ved at udvide den. |